# Inflación en Argentina

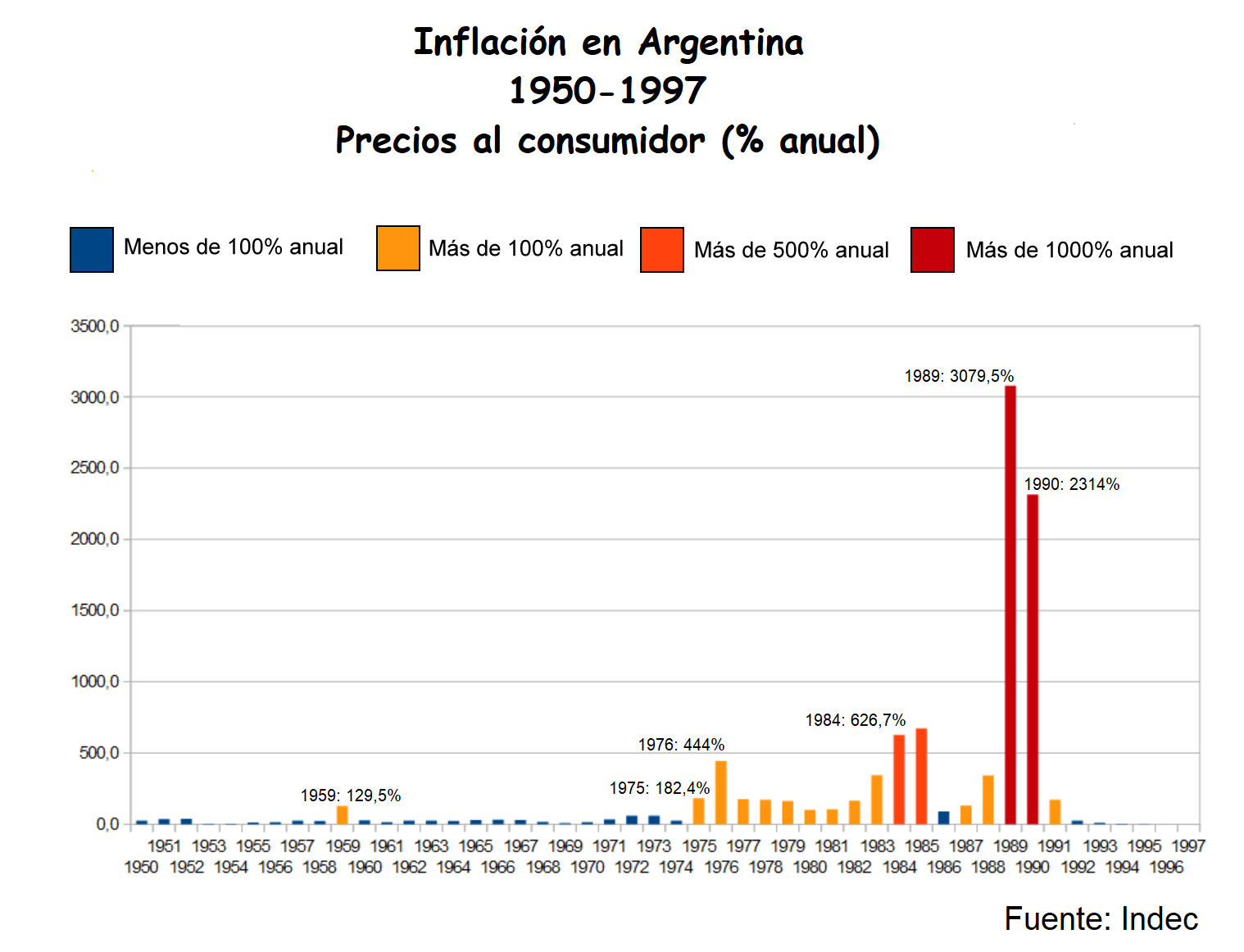
Inflación anual en Argentina (1955-1997).

La inflación en Argentina se mantuvo en general en un solo dígito entre 1900 y 1944, aunque con picos de dos dígitos en 1900-1901, 1917-1918, 1920, 1933, y con varios años de alta deflación. Entre 1945 y 1975, la tasa anual promedio fue de dos dígitos, con un gran pico de tres dígitos en 1959 (129,5%), y picos superiores al 30% en 1948 (31%), 1951 (36,7%), 1952 (38,8%), 1966 (31,9%), 1971 (34,7%), 1972 (58,5%) y 1973 (60,3%). En el período 1975-1988 se disparó un ciclo de altas tasas inflacionarias anuales de tres dígitos con picos en 1976 (444%), 1984 (626,7%) y 1985 (672,2%). Entre 1989 y 1990 hubo un pico de hiperinflación de 3079% y 2314% respectivamente. En la década de 1990, de la mano de la ley de convertibilidad del peso con el dólar, la inflación fue bajando hasta alcanzar niveles cercanos a cero. Con el estallido de la convertibilidad en diciembre de 2001 retornó la inflación, con tasas del orden del 20-25% para el período 2002-2017, aunque con dos picos de 47,6% y 53,8% en 2018-2019, que llevó a que la economía argentina fuera categorizada como «economía hiperinflacionaria». En 2020 la inflación fue del 36,1%, en 2021 alcanzó el 50,9%, en 2022 cerró en 94,8%, en tanto que 2023 cerró con 211,4%,  la cifra más alta desde 1991 que fue de 231,4%.
El país mide la inflación a través de diferentes índices, entre ellos Índice de precios al consumidor (IPC) que calcula el Instituto Nacional de Estadísticas y Censos (INDEC). Varias provincias tienen sus propios centros oficiales de registro de la inflación en sus territorios. El gobierno que más inflación tuvo en la historia argentina fue el de Raúl Alfonsín (1983-1989), con un promedio anual de 592,28% y un pico hiperinflacionario en 1989 que llegó al 3079,5%. El gobierno que menos inflación tuvo fue el segundo mandato de Carlos Menem (1995-1999), con un promedio anual de 0,025%.
La persistencia del fenómeno inflacionario en la economía argentina a lo largo del tiempo, junto con la incapacidad política de combatirla, hace que sea un tema de larga data en Argentina con graves daños en el poder adquisitivo de sus ciudadanos a lo largo de su historia. Al ser un problema económico tan persistente su reducción termina influyendo en la vida política. Como ejemplos positivos se cuentan la victoria breve de Alfonsín tras la implantación del Plan Austral o la reelección de Carlos Menem con la convertibilidad. En cambio, fue condicionante para la caída del radicalismo en las elecciones de 1989, del peronismo en las elecciones de 2015 y 2023, y del macrismo en las elecciones de 2019, una de cuyas promesas centrales de campaña incumplidas fue bajar la inflación a un dígito. Milei asumió la Presidencia en diciembre de 2023 con la promesa central de terminar con la inflación, sosteniendo que su única causa es el déficit fiscal y la emisión monetaria; desde el 10 de diciembre de 2023, razón por la cual el 13 de agosto de 2024 el vocero presidencial anunció que para el Gobierno "la inflación es un tema que, desde lo técnico, está terminado porque hicimos todo lo que había que hacer para solucionarla".

## Historia

### Entre 1900 y 1974
Los economistas Pablo Gerchunoff y Lucas Llach publicaron en 1998 los datos anuales, desde 1900, correspondientes a la inflación, la depreciación cambiaria y el resultado fiscal.
Los datos indican que 1900 y 1901 fueron años de muy alta inflación para el promedio de la época. En efecto, en dichos años hubo un 13,5% de inflación anual cada año. El dato contrasta con el período 1902-1914, en los que la inflación se mantuvo en un promedio anual de 2,47%, aunque con grandes oscilaciones, alcanzando un pico de 7,4% en 1906, mientras que en 1903 hubo una deflación de 2,9%.
Al comenzar la Primera Guerra Mundial, la inflación se disparó con tasas del 7,6% anual para 1915-1916. En 1916 resultó elegido por primera vez un presidente por voto secreto y obligatorio, Hipólito Yrigoyen. En sus dos primeros años de gobierno la inflación se triplicó alcanzando tasas de 21,6% anual para el bienio 1917-1918, con un pico de 26,2% en 1918, que no sería superado hasta 1949. En los años siguientes, la inflación mostró grandes oscilaciones: del 6,1% en 1919 aumentó a 17,1% en 1920, seguido de dos años consecutivos de una alta deflación (-11,1% y -15,9%). Este último año, Yrigoyen había sido sucedido por Marcelo T. de Alvear (1922-1928), a quién Yrigoyen volvería a suceder en 1928. Durante el gobierno alvearista (1922-1928) casi no hubo ningún año con inflación, promediando un 0,6% de deflación anual.
El 6 de septiembre de 1930, Yrigoyen fue derrocado en el primer golpe de Estado cívico-militar de Argentina, comenzando así una serie de interrupciones democráticas que se extenderían casi hasta fin de siglo. La década de 1930 mostró una tendencia más inestable que las dos anteriores. Mientras que el bienio 1931-1932 y el año 1934 tuvieron una inflación negativa sumada de 35,5% (-11,8% anual), el año 1933 y el bienio 1935-1936, tuvieron una inflación sumada de 27,3% (9,1% anual). A diferencia de lo que había sucedido durante la Primera Guerra, la Segunda Guerra Mundial (1939-1945) no tuvo mayor impacto en el nivel de precios, con excepción del último año. Entre 1937 y 1944, la inflación se mantuvo en torno del 2% anual, con un pequeño pico de 5,6% en 1942.
En enero de 1943 se publicaron los primeros datos oficiales de inflación, durante la presidencia de Ramón S. Castillo. Esos tres primeros años (1943, 1944 y 1945), en los que gobernó Castillo hasta su derrocamiento en junio de 1943, para ser luego sucedido por Pedro Pablo Ramírez y Edelmiro Farrell, la inflación fue del 1,1% en 1943 y -0,3% en 1944, subiendo al 19,9% en 1945. Según Gerchunoff y Llach, el pico de inflación de 1945 sólo había sido superado en 1918 (presidencia de H. Yrigoyen), cuando llegó a 26,2%.
Durante la primera presidencia de Juan Domingo Perón, la inflación se mantuvo en dos dígitos, con un promedio de 22,6% anual (1946-1951) y un pico récord de 38,8% en 1952. En la segunda presidencia de Perón, la inflación bajó notablemente en 1953 y 1954, con un promedio de 3,9% anual, aunque volvió a subir en 1955, al 12,3% anual. La persistencia del fenómeno a lo largo del gobierno del primer peronismo introdujo toda una batería de instrumentos de control.
En el período 1975-1988 se disparó un ciclo de altas tasas inflacionarias anuales de tres dígitos con picos en 1976 (444%), 1984 (626,7%) y 1985 (672,2%) antes de comenzar un proceso de inflación galopante en 1988. Entre 1989 y 1990 hubo un pico de hiperinflación de 3079% y 2314% respectivamente.
El gobierno constitucional presidido por Perón fue derrocado en septiembre de 1955 por la llamada «Revolución Libertadora». En sus dos años y medio de gobierno, la inflación volvió a subir, registrando 13,4% en 1956 y 24,7% en 1957.
El 1 de mayo de 1958 asumió Arturo Frondizi. En sus cuatro años de gobierno la inflación volvió a subir, alcanzando por primera vez en la historia argentina los tres dígitos, con 129,5% en 1959. Los demás años (1958 y 1960-1961), la inflación registró un promedio anual de 21,1%.
Frondizi fue derrocado por un golpe cívico-militar, asumiendo la Presidencia José María Guido, quien gobernó un año y medio (de marzo de 1962 a octubre de 1963). En ambos años la inflación fue del 26% y 26,1%, respectivamente.
El 12 de octubre de 1963 asumió Arturo Illia, quien gobernó casi tres años. La inflación se mantuvo alta tendiendo a subir, con 22,1% en 1964, 28,6% en 1965 y 31,9% en 1966, año en que fue derrocado por un nuevo golpe cívico-militar.
El 28 de junio de 1966, asumió el poder el general Juan Carlos Onganía, en nombre de una dictadura autodenominada «Revolución Argentina», manteniéndose en el cargo cuatro años, hasta junio de 1970. En los seis años que van de 1967 a 1972, el promedio anual de inflación fue de 26,7%, con un pico de 58,5% en 1972, la segunda más alta de la historia argentina desde 1900 (la primera había ocurrido en 1959).
El 25 de mayo de 1973, volvió a asumir un gobierno constitucional elegido en elecciones libres. La presidencia la obtuvo el Partido Justicialista, que proclamó cuatro presidentes consecutivos: Héctor J. Cámpora (2 meses), Héctor Lastiri (3 meses), Juan D. Perón (8 meses), y María Estela Martínez de Perón (2 años y medio). En 1973 la inflación se mantuvo en el alto nivel heredado, alcanzando un 60,3%. En 1974 bajó al 24%, una tasa que no se alcanzaba desde 1970. Finalmente, en 1975 se produjo el «Rodrigazo», que inició un período de más de una década con tasas de inflación superiores al 100% anual.

### Tasas de tres dígitos (1975-1991)

#### «Rodrigazo» de 1975
Se denomina Rodrigazo a una crisis económica que sufrió Argentina el 4 de junio de 1975, durante el gobierno peronista de María Estela Martínez de Perón (n. 1931). La crisis se originó cuando el Ministro de Economía de entonces, Celestino Rodrigo (1915-1987), dispuso una emisión monetaria a gran escala. Con el objetivo de eliminar la distorsión de los precios relativos, esto causó una fuerte devaluación del 160% para el cambio comercial y del 100% para el cambio financiero. La tasa de inflación subió de 25% en 1974 a 182% al finalizar 1975, y comenzó un ciclo de dieciséis años con tasas de inflación anuales de tres dígitos. Se produjo el desabastecimiento de gran cantidad de productos esenciales, entre ellos alimentos, combustibles y otros insumos para transporte.

#### Dictadura 1976-1983
En marzo de 1976, tomó el poder una dictadura militar bajo el mando del entonces general Jorge Rafael Videla, quien nombró como ministro de Economía a José Alfredo Martínez de Hoz, uno de los principales empresarios y estancieros del país en aquel momento, así como un referente del pensamiento liberalismo económico en Argentina. Sin embargo, la política económica de su gestión fue calificada por algunos autores como de índole gradualista, desarrollista o neoliberal, no habiendo un consenso claro. Aunque en su libro el economista se declara gradualista,  por no poder haber aplicado políticas más liberales o de shock por la intensa guerrilla que se vivía y que ponía la paz social en peligro. Por otro lado, la consideración de una política más moderada y sin reformas profundas, coincide con Videla que también describió a su gestión económica como condicionada por la guerrilla.
Al anunciar el plan económico, el 2 de abril de 1976, Martínez de Hoz precisó los objetivos básicos del mismo, colocando en primer lugar el «saneamiento monetario y financiero» para garantizar «el crecimiento no inflacionario de la economía». El ministro sostuvo que la causa principal de la inflación argentina era el déficit fiscal financiado con emisión monetaria. Para eliminar el déficit fiscal anunció cuatro líneas de medidas: 1) reducción de los empleados estatales; 2) eliminación del déficit de las empresas estatales; 3) reducción gradual hasta la eliminación del aporte federal para cubrir los déficits de las provincias; 4) reducir las obras públicas.
Gracias a medidas austeras y ajustes la economía detuvo su fuerte espiral que se traía en 1975-1976 con una inflación que llegó a duplicarse de 182% a 444%. Pese a ello durante los cinco años del gobierno de Videla, la inflación se ubicó siempre por encima del 100%: 1976 (444%), 1977 (176%), 1978 (171,4%), 1979 (163%), 1980 (100,8%), un promedio del 211% anual, más alto que cualquier gobierno anterior.
Al dúo Videla/Martínez de Hoz le siguieron tres dictadores que gobernaron poco tiempo, Roberto Viola (8 meses), Leopoldo Fortunato Galtieri (6 meses) y Reynaldo Bignone (un año y medio). En esos casi tres años la inflación se mantuvo en ascenso por encima de los tres dígitos, alcanzando su pico en 1983, con 343,8%.

### Hiperinflación de 1989-1990
Los dos picos hiperinflacionarios sucedieron en dos momentos diferentes, 1989 (presidencia de Alfonsín) y 1990 (presidencia de Menem). 

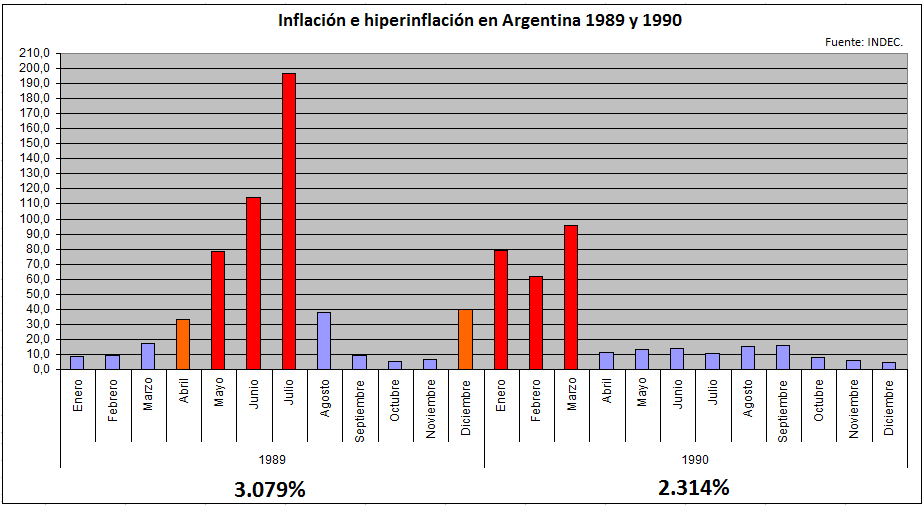
Tasas de inflación e hiperinflación en Argentina en 1989 y 1990.

El primer pico, conocido como hiperinflación del año 1989, comenzó en abril de ese año. Según se entiende el país llegó a tal punto por una situación similar a la de Alemania después del Tratado de Versalles: una carga de deuda totalmente insoportable que era cerca de 70 por ciento del producto interno bruto (PIB), caída de los términos de intercambio y el país afrontaba una tasa real de interés de más de 20 por ciento anual. Además, el precio del dólar que se necesitaba era incompatible con las condiciones internas de empleo y salario. Para incrementar los males, en el cuatrimestre previo a la asunción de Alfonsín, el ministro de Trabajo del gobierno militar Héctor Villaveirán había dado varios aumentos salariales y el déficit fiscal se había disparado (en 1983, último año de la dictadura, el déficit fue de 15 por ciento del PIB). La hecatombe económica intentó ser subsanada por Grinspun primero con pautas salariales, de tipo de cambio y de tarifas públicas. El gradualismo y el monetarismo inicial no pudieron solucionar nada con soluciones conocidas e ineficaces en un escenario de indexación e inercia inflacionaria. Luego viró hacia una política más ortodoxa que ya nada podía hacer. El gobierno jugó su última carta: el plan Austral. De este modo, el plan desarrollado por Sourrouille tuvo un éxito inicial y el shock antiinercia fue reactivante, pero el plan en sí duró hasta febrero de 1986, cuando Sourrouille empezó un manejo administrado del dólar. Entonces, la inflación empezó a acelerarse por la típica puja precios-salarios. Sourrouille se dio cuenta de que no podía sostener el dólar e inició un proceso de minidevaluaciones. El precio fue un aumento gradual de la inflación, que además empezó a frenar la economía. En febrero de 1987, se recurrió a un congelamiento de precios, salarios y tarifas, a una versión devaluada del Plan Austral. El Plan Primavera, en agosto de 1988, ya no fue un congelamiento, sino un acuerdo, con un gobierno que ya estaba muy débil para imponer. Sin embargo, el problema del acuerdo de precios es que los empresarios subieron los precios y esterilizaron la devaluación previa; tiendo poco existo para frenar la escalda inflacionaria. El problema ya estaba asegurado y el gobierno puedo resistir el estallado hasta 1989. Después de eclosionada la catástrofe económica pudo ser controlada, en forma temporaria, hacia septiembre de ese año mediante la aplicación del Plan Bonex por el gobierno del presidente Menem que había asumido el 8 de julio de ese mismo año. Con la devaluación del Austral, miles de personas pasaron hacia la pobreza: la hiperinflación devoró salarios, generó revueltas, saqueos y llevó al adelantamiento del traspaso del poder. La hiperinflación a fines del alfonsinismo provocó un aumento en el porcentaje de personas viviendo en la pobreza del 25 % a comienzos de 1989, al récord histórico de 47,3 % en octubre del mismo año.
El segundo pico hiperinflacionario se produjo a comienzos de 1990 y recién pudo ser controlado parcialmente hacia abril de ese año. De todos modos, la inflación continuó siendo muy elevada durante el resto del año. Finalmente, en abril de 1991, mediante la aplicación de la Ley de Convertibilidad del Austral, la inflación pudo ser reducida drásticamente.

### SigloXXI
A comienzos del siglo XXI, tras el abandono de la convertibilidad entre el peso y el dólar, la inflación del país volvió a aumentar. La salida de la convertibilidad le costó una inflación del 10.4% en abril de 2002, cifra que se mantuvo como récord en el siglo XXI hasta el 2023.
La inflación promedio anual de cada presidencia fue la siguiente:
| Período                | Presidente                     | Inflación anual promedio                               |
| ---------------------- | ------------------------------ | ------------------------------------------------------ |
| 2002-2003              | Eduardo Duhalde                | 40,9%                                                  |
| 2003-2007              | Néstor Kirchner                | 8,5%                                                   |
| 2007-2015              | Cristina Fernández de Kirchner | 8,5% (2007) 25% (2008-2014) 26,9% (2015)               |
| 2015-2019              | Mauricio Macri                 | 40,5 (2016), 24,8% (2017), 47,6% (2018) 53.8% (2019),  |
| 2019-2023              | Alberto Fernández              | 36,1 (2020), 50,9% (2021), 94,8% (2022), 211,4% (2023) |
| 2023-2027              | Javier Milei                   | 117,8 (2024), 24% (2025)                               |
| Fuentes: Indec e IPCBA |                                |                                                        |

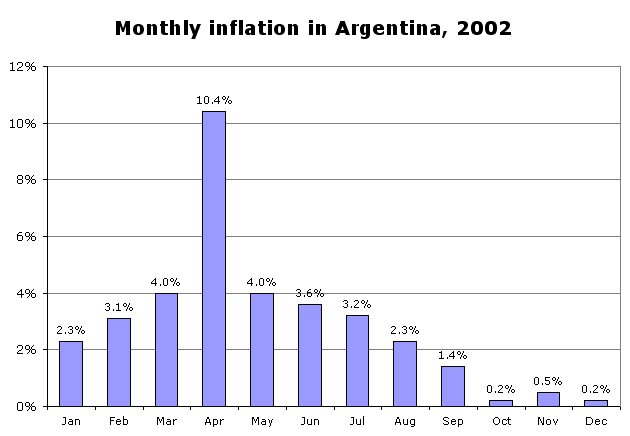
El regreso de la inflación tras la fuerte devaluación impulsada por el presidente Duhalde en 2002. El 10.4% registrado en abril se mantuvo como récord hasta el año 2023.

A partir de 2006 los datos sobre inflación del INDEC comenzaron a ser notablemente inconsistentes con la realidad económica, siendo objeto de fuertes críticas por la oposición política y por el Fondo Monetario Internacional.
Algunas provincias realizaron sus propias mediciones de la evolución de los precios, como la provincia de Santa Fe y la ciudad de Buenos Aires -desde 2012-. Durante las dos presidencias de Cristina Fernández de Kirchner, ambos distritos registraron los siguientes guarismos:
- Santa Fe: 20,9% (2008), 13,4% (2009), 22,6% (2010), 19,8% (2011), 16,4% (2012), 14,7% (2013), 31,6% (2014), 27,2% (2015).[34]
- CABA: 9,6% (segundo semestre 2012), 26,6% (2013), 38% (2014), 26,9% (2015).[35]

Es importante aclarar que en agosto del año 2024 la justicia argentina se expidió en el juicio sobre la manipulación de datos estadísticos por parte del Indec, concluyendo que no hubo falsedad ideológica y que los índices de inflación publicados por el organismo en el segundo semestre del año 2007 fueron los correctos. Debe recordarse que fue únicamente en ese período donde la justicia consideró que la causa por manipulación de datos debía elevarse a juicio, decretando asimismo la falta de mérito para el resto del período 2006-2013, dando por válidos los datos de inflación publicados oportunamente por el Indec. Por tal motivo absolvió a los entonces funcionarios Guillermo Moreno y Beatriz Paglieri del cargo de falsedad ideológica (manipulación de estadísticas públicas), condenándolos únicamente por el cargo de abuso de autoridad.
En diciembre de 2015, asumió el gobierno nacional el presidente Mauricio Macri, quien dispuso un reordenamiento del INDEC y la suspensión de la publicación del índice de aumento de precios. En junio de 2016 el INDEC volvió a publicar el Índice de Precios al Consumidor (IPC). Los datos del INDEC y los distritos de Santa Fe y CABA durante la presidencia de Macri fueron los siguientes:
- INDEC: 24,8% (2017), 47,6% (2018), 53,8% (2019)[40]
- Santa Fe: 28% (2016), 23,5% (2017), 46,7% (2018), 48% (2019)[34]
- CABA: 41% (2016), 26,1% (2017), 45,4% (2018), 50,56% (2019)[35]

En 2018, durante la presidencia de Mauricio Macri, el Center for Audit Quality (CAQ) categorizó a la Argentina como país «altamente inflacionario», categoría correspondiente a aquellas economías que superan el 100% de inflación en un lapso de tres años. Debido a ello algunas consultoras internacionales, como Ernst & Young Global Ltd., incluyó a la Argentina entre las economías hiperinflacionarias a partir de 2018, aplicando el International Accounting Standard 29 (IAS 29), de la Junta de Normas Internacionales de Contabilidad (IASB).
En 2020, la inflación anual en Argentina presenció una reducción al 36,1%, aunque fue motivada por el confinamiento por la pandemia de COVID-19 que trajo consigo una disminución drástica del consumo, producto del paro total de las actividades económicas con estrictos controles de precios. Argentina cerró el año 2021 con una inflación del 50,9%, y 2022 con una inflación del 94%, mientras que para septiembre de 2023 llegó al 140,9%. De este modo, en agosto se registró el ritmo mensual más elevado en más de 32 años y una inflación de tres dígitos. Asimismo, en los primeros ocho meses del año el IPC acumuló un alza de 80,2%. Las bruscas subas en el costo de vida se atribuyeron al impacto de la devaluación del tipo de cambio oficial, y tras las PASO que aceleró el ritmo de inercia de los precios. Sin embargo, estimaciones privadas afirmaron que septiembre la inflación seguiría en los dos dígitos mensuales. La cifra no se registró desde febrero de 1991 con una inflación que marcó un 27% mensual. Al respecto, el presidente Fernández expresó: Las inflaciones en el mundo se multiplicaron por 4 o 5, nosotros la vamos a multiplicar por dos. Asimismo, la declaración citó al 54% de inflación del último año de Macri como punto de duplicación.
Para 2023, la inflación anual llegó a 211,4%; fue la más alta de América y la segunda más elevada del mundo. En tanto, la presidencia de Fernández aumentó la tendencia inflacionaria llegando a cifras de 3 dígitos acumulados en 2023 con datos comparables al período hiperinflacionario del expresidente Raúl Alfonsín. Aunque la presidencia peronista bajó la inflación al 36%, la escalada de los precios fue cada vez más empinada en los últimos dos años y medio de gestión
Mediante la reducción del gasto público, la racionalización de subsidios y la emisión de un bono (BOPREAL) para suspender temporalmente el pago a acreedores que tenían vencimiento renovable a 1 día (Pases), el gobierno de Javier Milei implementó un ajuste económico que, inicialmente, agudizó la recesión.
En diciembre de 2023, se llevó a cabo un sinceramiento del tipo de cambio oficial, que presentaba una brecha de aproximadamente el 200% con el tipo de cambio paralelo (dólar blue), lo que distorsionaba la economía.  Esta corrección resultó en una devaluación significativa del peso argentino, con un aumento del 118% en una semana, una de las mayores en la historia del país, solo superada por las devaluaciones durante la hiperinflación de 1989. Como consecuencia, la inflación alcanzó un pico del 25,5% mensual en diciembre de 2023. 

Sin embargo, las políticas de ajuste fiscal, eliminación de la emisión monetaria y estabilización del tipo de cambio lograron una reducción significativa de la inflación. Esta cayó al 4,2% mensual en mayo de 2024, acumulando un 71,9% en los primeros cinco meses del año, una de las tasas más bajas para ese período en años recientes. En agosto de 2024 fue del 4% y la inflación nacional acumulada en los ocho meses de su período fue del 134%, la más alta del mundo siendo en la ciudad de Buenos Aires de 140%. esta manera la inflación en noviembre de 2024 fue del 2,4% y la inflación nacional acumulada en los once meses de su período fue del 166%, siendo en la ciudad de Buenos Aires de 129,1%.
En 2025, la inflación continuó su tendencia descendente, alcanzando un 2,2% mensual en enero, el nivel más bajo desde julio de 2020, y un 1,5% en mayo, el menor en más de cinco años. La inflación interanual se redujo drásticamente a 43,5% en mayo de 2025, la más baja desde mayo de 2021, frente a un pico cercano al 300% a principios de 2024.

## El signo monetario
Como consecuencia, desde 1960 a la fecha la República Argentina tuvo 5 signos monetarios: peso moneda nacional (m$n), peso ley 18.188 ($ley), peso argentino ($a), austral (₳), peso ($). La relación entre estas da una idea de la elevada inflación promedio de estas últimas décadas:
{\displaystyle \$\,1\,=\,A\,10\;000\,=\,\$a1000*10\;000\,=\,\$ley\,10\;000*1000*10\;000\,=} {\displaystyle \,m\$n\,100*10\;000*1000*10\;000\,=\,m\$n\,10^{13}}